# ISLAND (ビジュアルノベル)
『ISLAND』（アイランド）は、フロントウイングより2016年4月28日に発売されたWindows用ゲームソフト。2017年2月23日にプロトタイプよりPlayStation Vita版が発売され、後述のテレビアニメを記念したPlayStation 4版は2018年6月28日に発売。同年8月24日にはSteam版が配信され、Nintendo Switch版では2021年4月8日に発売予定。

## ストーリー
本土から離れた南の島「浦島」。この島には風土病の「煤紋病」があり、過去の事件などにより本土とは確執があった。ある日、未来から来たという青年が流れつき、浦島御三家の少女たちと出会い、未来を変えるために奮闘することになる。

## 登場人物
担当声優は、明記がない限りゲーム版、テレビアニメ版共通。

### 主要人物
御原 凛音（おはら りんね）
声 - 田村ゆかり
本作のメインヒロインで、浦島御三家の娘。主人公を拾い切那と名付けた少女。引籠りで高校には通っておらず、いつも夜の散歩をしている。5年前に一時行方不明となり神隠しにあったと噂される。通常のEDでは切那と結婚する。
枢都 夏蓮（くるつ かれん）
声 - 阿澄佳奈
本作のヒロインの一人で、島の有力者である浦島御三家・枢都家の娘。父と離婚し島を出ていった母を探す為に本土に行きたいと思っており、切那が島外退去させられそうになった漁船で偶然初対面する。独り立ちする資金の為に御原家のメイドとして働く。
伽藍堂 紗羅（がらんどう さら）
声 - 村川梨衣（ゲーム） / 山村響（アニメ）
本作のヒロインの一人で、浦島御三家・浦島神社の巫女。オカルトに詳しく、当初未来人であるという切那を殺しに来た。トウモロコシが大好き。マーヤという鶏を放し飼いにしている。5年前に両親を火事で亡くしており、枢都家に居候していたが、その家を飛び出し神社境内のプレハブ小屋で一人で暮らしている。
恰好は主に白衣（着物）・ある晴れのマークが付いた緋袴・足袋・草履を着用している。
三千界 切那（さんぜんかい せつな）
声 - 鈴木達央
本作の主人公。全裸のまま島に流れ着いた記憶消失の男性。断片的な夢の記憶から自分は未来から来たと信じている。海岸で凛音と出会い、「三千界 切那」の名前を貰い御原家の使用人となる。楽天家で下ネタも平気で口にするためよく遊び人であると誤解される。通常のEDでは凛音と結婚する。

### 夏蓮の友達
反取 芽衣（たんどり めい）
声 - 中島唯
成績優秀。委員長的なルックスをした少女。荒らしの前触れには敏感で、髪が立ちやすくなる（笑里曰く「妖怪アンテナ」）。
鳩間 杏（はとま あん）
声 - 高柳知葉
写真部副部長。ボーイッシュな金髪少女。
砂田 笑里（すなだ えみり）
声 - 田中貴子
メガネっ子。天然娘。

### 島の親族関係者
御原 玖音（おはら くおん）
声 - 佐藤利奈
凛音の母親。引籠りであり、いつもフードを被りハートマーク付のメモで会話する。
実はとある人物と深い関わりがあり、テレビアニメ版では最終的にメインヒロイン的な立場となっている。
枢都 守継（くるつ もりつぐ）
声  - 小形満
夏蓮の父親であり、島の町長。島に対し保守的な考えを持ち、余所者には冷たい。夏蓮との関係も冷え切っていて、よくぶつかり合っている。
御原 切那（おはら せつな）
声 - 立花慎之介
故人。御原家の長男。かつて凛音の想い人だった人物。凛音との恋愛関係で、典正に快く思われていなかった。
御原 典正（おはら のりまさ）
声 - 宇垣秀成
故人。玖音の夫。凛音の父親（実際には義理の父）。煤紋病で亡くなっている。凛音を溺愛しているが、自己中心的が目立ち御原家のためならば手段を厭わない。

### その他の島の住人
駐在 / 播守 太郎（はりす たろう）
声  - 茂木たかまさ
島の駐在所の警察官。面倒見はよくなにかと切那がお世話になっており、切那をシングル君と名付けている。
森須 賢治（もりす けんじ）
声  - ふくまつ進紗
森須診療所の老医師。耳が遠い。
有馬 雨蘭（ありま うらん）
声 - 氷上恭子
森須診療所の新人看護婦、として島に来た女性。
金城（かねじょう）
声 - 大泊貴揮
漁師。本土への通行手段として客船を使用している。

### 島外の人物
枢都 守春（くるつ すばる）
声  - 河西健吾
夏蓮の兄。本土の大学生。イケメンだが、ホモセクシャル。
枢都 夏未（くるつ なつみ）
声 - 喜多村英梨
故人。枢都夏蓮の母。海洋地質学の第一人者。当時は女性が研究者として成功するのが難しい時代だったので、ペンネーム「中宮末治」を使用していた。浦島調査前日に交通事故で亡くなったことで、桃香が遺志を継いだ。
山吹 桃香（やまぶき ももか）
声  - 加隈亜衣
本土の大学院生で、海洋学の第一人者。枢都夏未の愛弟子。同性愛者。
スタン
声 - 利根健太郎
海洋学の教授。アメリカ人。夏未や桃香の友人。

### アイランド居住区の人物
リンネ・オハラ（Linne•O'hara）
声 - 田村ゆかり
ネハンの孫娘。タイムマシン（コールドスリープ）を設計した天才少女。コールドスリープによりこの時代で目覚めた切那を保護し、自身の部屋に匿う。ネハンからは一時反対されるが結果的に受け入れられる。まだこの街が初めての切那に様々な事を教える。切那をとても信頼し、切那から離れようとしなかったり、こっそりと外出した切那をつけたりもする。
終盤、煤紋病を発祥したカレンを、共に居ながら死亡させた罪で医者に協会に通報され、切那共々捕らわれ気絶させられるが、事前にカレンを手術して貰う為に自身の札をカレンに付けていた為、札無しと見なされ命拾いする。冬編のメインキャラでは唯一彼女が切那と共に生き残る。アイランド追放後は限られた食料の中で切那と共にタイムマシンを修理し、完成後は切那を見送り、タイムマシンを起動させた。
カレン・クルツ（Karen•Kurz）
声 - 阿澄佳奈
協会に敵対している反協会組織「札無し」のリーダー。協会から配給されている食料を奪っている。
サラ・ガーランド（Sarah•Garland）
声 - 山村響
協会のシスター。枢機卿の娘。慈悲深く札無しの子供達にも食料を与えている。札無しの子供達に対して処刑を行う協会のやり方に疑問に思うようになる。同名のヒロイン3名の背丈は夏編版と逆転しており、彼女が一番背が高くまた最年長。夏編版同様トウモロコシが大好物で、トウモロコシのみ挟んだサンドイッチを作っている。上記の札無しの子供達に与えているのもこのサンドイッチである。
メイ・ダンドリッジ
声 - 中島唯
協会のシスターの一人で、サラの部下。
アン・ハートマン
声 - 高柳知葉
札無しのメンバーの一人。カレン直属の部下。
エミリ・スナイダー
声 - 田中貴子
札無しのメンバーの一人。
ネハン・オハラ
声 - 楠見尚己
白髪の老人。リンネの祖父。老人らしく頑固で険しい性格で、最初は切那の居候に猛反発する。
モーリス
声 - ふくまつ進紗
協会の幹部。任務遂行のためならば子供でも処刑を厭わない。
枢機卿（すうききょう）
声 - 松本忍
協会の教祖。サラの父親。
大司教
声 - 臼木健士朗
枢機卿を射殺しサラを魔女（テロリスト）に仕立てた。

## 用語
煤紋病（ばいもんびょう）
島特有の風土病。日光を浴びると浴びた部分にあざのようなものができる。
暴龍島（ぼうりゅうじま）
伝承にある島で、嵐の日にしか見えないという無人島。
コールドスリープ装置
本作品の物語上で重要な装置。

## スタッフ
- プロデューサー - 山川竜一郎[1]
- シナリオ - ごぉ[1]
- 原画・キャラクターデザイン・SDキャラデザイン - 空中幼彩[1]
- 背景 - MAGNUM、加藤たいら[1]
- BGM制作 - 安瀬聖（Peak A Soul＋）[1]
- 製作・著作 - Frontwing、PROTOTYPE

## 音楽
オープニングテーマ「Traveler's tale」
作詞 -ごぉ / 作編曲 - 藤田淳平 / 歌 - riya（eufonius） / ギター - 奈良悠樹
エンディングテーマ「プレゼント」
作詞 -ごぉ / 作編曲 - 藤間仁（Elements Garden） / 歌 - 茶太
グランドエンディング「きみがいた」
作詞 - ごぉ / 作編曲 - 菊地創 / 歌 - eufonius

## テレビアニメ
2018年7月より9月までTOKYO MXほかにて放送された。第9話と第10話は『NEVER ISLAND（ネバーアイランド）』として放送。

### スタッフ（アニメ）
- 原作 - フロントウイング[10]
- 原案 -ごぉ[11]
- キャラクター原案 - 空中幼彩[11]
- 監督 - 川口敬一郎[10]
- 助監督 - 池端隆史[11]
- シリーズ構成 - 荒川稔久[10]
- SF設定 - 堺三保[11]
- キャラクターデザイン - 川村幸祐[10]
- メインアニメーター - 高原修司、清水直樹[11]、佐藤元昭
- プロップデザイン - 立田眞一、藤井結[11]
- メカデザイン - 常木志伸[11]
- 美術設定 - 池田祐二[11]
- 美術監督 - 一色美緒[11]
- 背景 - スタジオワイエス[11]
- 色彩設計 - 田川沙里[11]
- 撮影監督 - 中村雄太[11]
- 3D監督 - 佐藤美歩
- 編集 - 丸山流美[11]
- 音響監督 - 森下広人[11]
- 音響制作 - スタジオマウス[11]
- 音楽 - 立山秋航[10]
- 音楽制作 - MAGES.[10]
- 音楽プロデューサー - 高井麗
- プロデューサー - 小林亨庸尊、神部裕彦、黒須信彦、後藤裕、下里悟、中川巧、江波戸憲司、上坂陽一郎
- アニメーションプロデューサー - 瀧ヶ崎誠
- アニメーション制作 - feel.[10]
- 製作 - アニメISLAND製作委員会（フロントウィング、bilibili、クランチロール、トップ・マーシャル、MAGES.、ライトフューチャー、スタジオマウス、YTE、feel.）[11]

### 主題歌

#### オープニング・エンディング
「永遠のひとつ」
田村ゆかりによるオープニングテーマ。作詞は松井五郎、作曲・編曲は白戸佑輔。
第1話では本編後にオープニングが挿入され、第11話では2コーラス目が流れた。
「Closing tears」
田村ゆかりによる#09・#10のオープニングテーマ。作詞は松井五郎、作曲・編曲は白戸佑輔。
「Eternal Star」
亜咲花によるエンディングテーマ。作詞・作曲はHaggy Roc、編曲は悠木真一。
「Marine SNOW」
亜咲花による#09・#10のエンディングテーマ。作詞・作曲・編曲はHaggy Rock。

#### 挿入歌
「Lasting Memories」
御原凛音（田村ゆかり）による#01・#03・#11・#12の挿入歌。作詞・作曲は金子麻友美、編曲は立山秋航。
「Purest Summer」
枢都夏蓮（阿澄佳奈）による#04の挿入歌。作詞は宮原康平、作曲は深澤祐貴、編曲は大沢圭一。
「天然記念ガールじゃないよ」
伽藍堂紗羅（山村響）による#05の挿入歌。作詞・作曲・編曲は松野恭平。
「Quiet sea」
御原凛音（田村ゆかり）&三千界切那（鈴木達央）による#08の挿入歌。作詞・作曲はno_my、編曲は久下真音。

### 各話リスト
| 話数 | サブタイトル                        | 脚本            | 絵コンテ   | 演出                    | 作画監督                                                         | 総作画監督                 |
| ---- | ----------------------------------- | --------------- | ---------- | ----------------------- | ---------------------------------------------------------------- | -------------------------- |
| #01  | stage.01 またあえたねあなたと       | 荒川稔久        | 川口敬一郎 | ふじいたかふみ          | 高原修司 北村友幸 清水直樹                                       | 川村幸祐                   |
| #02  | stage.02 くやまないでほしいから     | 荒川稔久        | 島津裕行   | 所俊克                  | 清水博幸 佐藤勝行 平馬浩司                                       | 川村幸祐                   |
| #03  | stage.03 ただしいゆめのつむぎかた   | 堺三保          | 川口敬一郎 | ふじいたかふみ          | 村上直紀 立田眞一 田頭沙織 佐藤元昭                              | 川村幸祐 高原修司          |
| #04  | stage.04 このせかいはひみつだらけ   | あみやまさはる  | 松下周平   | 松下周平                | 清水直樹 北村友幸 高原修司 佐藤元昭                              | 川村幸祐 高原修司          |
| #05  | stage.05 だからあなたをしんじてる   | 荒川稔久        | 島津裕行   | 髙田淳                  | 逵村六 田中克憲 実原登                                           | 川村幸祐 高原修司          |
| #06  | stage.06 そこにあなたがいればいい   | あみやまさはる  | 川口敬一郎 | 鈴木拓磨                | 坂本ひろみ 関本美穂 大高雄太                                     | 川村幸祐                   |
| #07  | stage.07 ずっとすきでいたいのに     | 荒川稔久        | 島津裕行   | 加藤顕                  | 北條真純 大高雄太                                                | 川村幸祐                   |
| #08  | stage.08 またあえたらあいしてね     | 荒川稔久        | 川口敬一郎 | ふじいたかふみ 池端隆史 | 村上直紀 清水直樹 高原修司 佐藤元昭 立田眞一 田頭沙織 古山瑛一朗 | 川村幸祐                   |
| #09  | Recursion.01 マタアエタナオマエト   | 堺三保 荒川稔久 | 島津裕行   | ふじいたかふみ 岩井明香 | 枡田邦彰 川島尚 北村友幸 佐藤元昭 辻上彩華                       | 川村幸祐 枡田邦彰 高原修司 |
| #10  | Recursion.02 モウクヤミタクナイカラ | 堺三保 荒川稔久 | 島津裕行   | ふじいたかふみ          | 立田眞一 田頭沙織 清水直樹 川島尚 枡田邦彰 木野下澄江            | 川村幸祐 枡田邦彰          |
| #11  | Jump.01 またあえたけどアナタは      | あみやまさはる  | 川口敬一郎 | 境橋渡                  | 実原登 田中克憲 逵村六                                           | 川村幸祐                   |
| #12  | Jump.02 てをつないでアシタへ        | 荒川稔久        | 川口敬一郎 | 池端隆史                | 佐藤元昭 高原修司 立田眞一 田頭沙織                              | 川村幸祐 枡田邦彰          |

### 放送局
| 放送期間               | 放送時間                     | 放送局     | 対象地域 | 備考                        |
| ---------------------- | ---------------------------- | ---------- | -------- | --------------------------- |
| 2018年7月1日 - 9月16日 | 日曜 22:00 - 22:30           | TOKYO MX   | 東京都   |                             |
|                        | 日曜 23:30 - 月曜 0:00       | サンテレビ | 兵庫県   |                             |
| 2018年7月2日 - 9月17日 | 月曜 22:30 - 23:00           | AT-X       | 日本全域 | CS放送 / リピート放送あり   |
| 2018年7月4日 - 9月19日 | 水曜 0:00 - 0:30（火曜深夜） | BSフジ     | 日本全域 | BS放送 / 『アニメギルド』枠 |

| 配信開始日    | 配信時間            | 配信サイト |
| ------------- | ------------------- | --- |
| 2018年7月1日  | 日曜 22:30 更新     | Netflix dアニメストア ニコニコチャンネル Amazonビデオ                                                                                   |
|               | 日曜 23:00 - 23:30  | ニコニコ生放送 |
|               | 日曜 23:30 - 翌0:00 | AbemaTV |
| 2018年7月10日 | 火曜 12:00 更新     | バンダイチャンネル Hulu U-NEXT アニメ放題 FODプレミアム ムービーフルプラス ビデオマーケット DMM.com music.jp PlayStation Video あにてれ |
| 2018年7月11日 | 水曜 0:00 更新      | ビデオパス J:COMオンデマンド milplus |
|               | 水曜 12:00 更新     | ふらっと動画 バンダイチャンネルネットカフェ                                                                                             |

### BD
| 巻 | 発売日         | 収録話    | 規格品番 |
| -- | -------------- | --------- | -------- |
| 1  | 2018年9月28日  | #01 - #03 | SMIB-33  |
| 2  | 2018年10月26日 | #04 - #06 | SMIB-34  |
| 3  | 2018年11月30日 | #07 - #09 | SMIB-35  |
| 4  | 2018年12月28日 | #10 - #12 | SMIB-36  |

### コラボレーション
東海汽船
2018年7月1日-同年9月30日の期間に、アニメ放送舞台である「浦島」のモデル地が東京都新島であることにちなみ、高速ジェット船「セブンアイランド」４隻船内において、「御原凛音」役の「田村ゆかり」での船内アナウンスを実施した。また、船内誌「Voyage2018版」の表紙においてエンディングテーマ歌手の「亜咲花」が担当したプロジェクションが行われた。

## コラボ漫画
Webコミックサイト『Champion タップ!』連載のニャロメロン作『ベルリンは鐘』でコラボ漫画（前後2話）を配信。

## 反響

### 売り上げ
Getchu.comの月間セールスランキングで14位を獲得した。
PlayStation 4版は2018年6月25日～7月1日の累計販売数が890本である。

## 関連作品
ひまわり hi・ma・wa・ri / ひまわり -Pebble in the Sky-
2007年12月に同人サークルぶらんくのーとが発売した同人ゲーム。
SILENTWORLD
電撃G'sマガジン別冊付録『DENGEKI G's NOVEL』連載のSF小説。作者ごぉ、挿絵空中幼彩。